# Menó de Farsàlia (general)
Menó de Farsàlia (en llatí Menon, en grec antic Μένων) fou un ciutadà de gran influència i reputació, nascut a Farsàlia, a Tessàlia que va prendre part a la guerra de Làmia i va dirigir la cavalleria tessàlia en la batalla contra els macedonis en la qual va morir Lleonat.
Plutarc diu que els seus serveis a la guerra van ser molt valuosos, només per darrere dels de Leòstenes d'Atenes. A la batalla de Cranó (322 aC) juntament amb Antífilos l'atenenc, va sortir derrotat per Antípater i Cràter, encara que la cavalleria tessàlia va mantenir a la batalla la seva superioritat. Es van sentir obligats a obrir una negociació amb els vencedors, cosa que va portar a la dissolució de la confederació grega.
Quan Antípater va haver de creuar a Àsia per lluitar contra Perdicas d'Orèstia, els etolis van renovar la guerra i Menó els va fer costat, i probablement sota la seva influència moltes ciutats tessàlies es van unir a la lluita. Una mica després Polipercó el va derrotar en una sagnant batalla en la qual va morir (321 aC).
La seva filla Ftia es va casar amb el rei Aecides de l'Epir i va ser la mare del rei Pirros, segons Diodor de Sicília i Plutarc.